# Битка при Аполония
Битката при Аполония, в Илирия, през 214 г. пр. Хр. е сражение от първата римско-македонска война, в което римляните провалят усилията на македонския цар Филип V да установи властта си над южноилирийското (днешно албанско) крайбрежие.

## Предпоставки
През 217 г. пр. Хр. едно от най-мощните илирийски племена – ардиеите, начело със Скердилаид, нахлува в западните предели на Македонското царство. Филип V отбива нашествието и сам преминава в настъпление. На следващата година повежда армия с голяма флота от Пагаския залив около Пелопонес в адриатически води с намерение да овладее опорни пунктове на илирийското крайбрежие, което след двете Илирийски войни от 229 и 219 г. пр. Хр. е под опеката на Рим. Слух за наближаваща римска ескадра го подтиква да се оттегли, преди още да атакува набелязаната цел – илирийска Аполония.

## Битката

### Замисъл на Филип V
През лятото на 214 г. пр. Хр. Филип повтаря опита да овладее Аполония с действия по море и по суша. Армията му е натоварена на 120 лемби (вид по-малки галери) и се предполага, че наброява 6 000 воини. Този път македонският владетел разчита на съюзен договор с картагенския пълководец Ханибал, който след битката при Кана контролира голяма част от Южна Италия. През същото лято Ханибал атакува големия пристанищен град Тарент, а главният град на сицилианските гърци Сиракуза въстава срещу римското господство. Филип предполага, че тези събития ще накарат Рим да отклони вниманието и ресурсите си от Адриатика, но очакванията му не се оправдават.

### Обсада на Аполония
През август 214 г. пр. хр. македонската флота достига Орикум (в залива на днешна Вльора). Градът е завладян, но не преди местните жители да изпратят призив за помощ в Брундизиум. Базираният там римски пропретор Марк Валерий Левин скоро прекосява Отрантския проток с един легион и флот от 50 квинквереми. Римляните бързо се справят с малкия гарнизон, оставен от Филип в Орикум, и следват македонската войска до устието на Аоос (днес Вьоса).
Десетина километра нагоре по течението на реката Филип вече е обсадил Аполония. Левин прегражда устието с флотата си и изпраща в града част от войските си начело с Квинт Невий Крисп (префект на помощния италийски контингент в римския легион). Една нощ Крисп и воините му успяват да влязат тайно в Аполония и още преди да се развидели да нападнат с изненада македонския стан. Според римския летописец Тит Ливий Филип V претърпява тежко поражение, но според съвременни коментатори това твърдение е пропагандно пресилено, а може би измислено.
Пристигането на римляните поставя Филип в опасно положение – малките македонски кораби в Аоос не могат да се мерят с големите римски галери, а откъм сушата войската е уязвима от враждебните илири. За да не попадне флотата му във вражески ръце, македонският цар нарежда тя да бъде изгорена, а след това с войниците си се оттегля през планините на изток в родината си.

## Резултати
В резултат от битката при Аполония Рим затвърждава превъзходството си по море. Филип V е принуден да нагоди стратегията си и да действа само по суша, но го прави с много по-голям успех и в следващите две години овладява Лисос и голяма част от южна Илирия. Първата македонска война завършва през 205 г. пр. Хр. с подялба на тази област на римска и македонска сфери на влияние.